# إليسا (كاتب)
إليسا (بالإيطالية: Elisa) (و. 1977  م) هي مغنية مؤلفة، وملحنة، وكاتبة غنائية، ومغنية إيطالية.

## جوائز
حصلت على جوائز منها:
- مهرجان سانريمو الموسيقي، عن عمل: Luce (Tramonti a nord est) [الإنجليزية]‏.

## وصلات خارجية
- إليسا على موقع IMDb (الإنجليزية)
- إليسا على موقع روتن توميتوز (الإنجليزية)
- إليسا على موقع ميوزك برينز (الإنجليزية)
- إليسا على موقع أول ميوزيك (الإنجليزية)
- إليسا على موقع ديسكوغز (الإنجليزية)
- إليسا على موقع قاعدة بيانات الفيلم (الإنجليزية)

- إليسا في قاعدة بيانات الأفلام على الإنترنت